# El Goonish Shive
El Goonish Shive (EGS) ist ein englischsprachiger Webcomic von Dan Shive, begonnen am 21. Januar 2002, über eine Gruppe von Teenagern in der fiktiven US-Stadt Moperville, deren Leben in letzter Zeit durch Transformationsphaser, Paralleluniversen und das Auftauchen einer Halb-Eichhorn-Formwandlerin auf der Flucht vor ihrer Familie recht abenteuerlich geworden ist.

## Charaktere
Es gibt eine Menge dauerhafte Charaktere in EGS, im Zentrum stehen aber acht Jugendliche (alle etwa 17), die fast alle die vorletzte Klasse an einer der beiden High Schools in Moperville besuchen. Insgesamt umfasst der Comic ungefähr 200 verschiedene Charactere.

### Hauptpersonen
Elliot – hat den schwarzen Gürtel der örtlichen Kampfkunstschule. Nach einer Kindheit, in der er aufbrausend jeden Schulrüpel angriff, tendiert er jetzt meist zur Vorsicht. Er versucht jetzt es jedem Recht zu machen und niemanden zu verletzen (auch nicht mit Worten). Es fällt ihm sehr schwer eigene Entscheidungen zu treffen.
Tedd – ist fasziniert von Technik und hat ein Talent dazu, sich vor allem durch sein loses Mundwerk in Schwierigkeiten zu bringen. Durch den Spott seiner Mitschüler und den Tod seiner Mutter hat sich Tedd schon während seiner Kindheit von der Welt abgekapselt. Für viele Jahre war Elliot sein einziger Freund. Durch die Aufgabe einen Transformationsstrahler für zwei befreundete Aliens zu programmieren, findet er wieder neuen Lebensmut. Er hat schulterlange, lila Haare und sieht generell sehr androgyn aus. Um sein feminines Gesicht zu kaschieren, trägt er eine große Brille.
Sarah – ist die Normalste von allen, und eher künstlerisch orientiert. Sie ist seit ihrer Kindheit mit Elliot befreundet, und auch wenn sie keine besonderen Kräfte hat, überrascht sie manchmal mit versteckten Talenten. Nach Nanase ist sie Elliots zweite feste Freundin.
Grace – auch Shade Tail genannt – steht eines Tages vor Tedds Tür und erhofft sich von ihm technische Mittel gegen ihre Familie von zu Attentätern trainierten Formwandlern. Sie ist selbst eine Formwandlerin, die zu einem Drittel menschliche DNA und zu zwei Dritteln Alien-DNA besitzt. Sie wurde wie ihre Brüder in einem Labor geboren, um später gegen Damien zu kämpfen.
Nanase – hat rote Haare, ebenfalls den schwarzen Gürtel und zusätzlich noch magische Fähigkeiten. Sie ist anfangs Elliots feste Freundin und Tedds Kusine.
Justin – trainiert ebenfalls, ist aber nicht so weit fortgeschritten wie Nanase oder Elliot. Nebenbei jobbt er in einem Comic- und Sammelkarten-Geschäft. Er wurde zwei Jahre vor dem Beginn der Handlung von seiner damaligen Freundin Melissa als homosexuell geoutet und führt seither keine Beziehung.
Susan – ist leicht reizbar und auf Grund ihres Vaters, den sie beim Fremdgehen erwischt hat stark feministisch geprägt. Ihre Haltung gegenüber Jungen und Männern ändert sich im Laufe der Handlung und wird moderater. Sie ist schnell bereit, über ihren Schatten zu springen, wenn ihre Hilfe gebraucht wird.
Ellen – Elliots Zwillingsschwester taucht sehr unerwartet für alle während des „Sister“-Handlungsbogens auf.

### Weitere Charaktere
Mr. Verres – Tedds alleinerziehender Vater arbeitet für die Regierung.
Greg – Sensei der Kampfkunstschule.
Direktor Verrückt – versucht ständig, die Jugend von heute auf dem rechten Weg zu halten; das Ergebnis seiner Bemühungen sind üblicherweise Wandbilder wie „LIES oder die Eule frisst dich!“
Guineas, Hedge und Vlad – Grace’ ältere „Brüder“.
Nioi – stammt aus der „Alpha-Dimension“ und kennt den dortigen Tedd, der sich Lord Tedd nennt. Sie scheint hilfsbereit, hat aber nur wenig von sich oder ihrer Heimatdimension erzählt.
Damien – seine Vergangenheit liegt im Dunkeln. Es wird aber vermutet, dass ein Kult ihn in einem Labor erzeugt hat. Er hält sich selbst für einen Gott und will die Welt mit Hilfe von Formwandlern erobern. Für die Züchtung seiner Armee will er Grace rekrutieren.
Ashley – Elliots Freundin Nummer drei. Erkennungsmerkmale sind ihr schräger Pferdeschwanz und ihre asiatischen Gesichtszüge.
Dr. German und Amanda – bestreiten verschiedene „Frage und Antwort“ Einschübe

## Aufbau und Veröffentlichung
Der Webcomic ist in drei Sektionen unterteilt. In der Sektion EGS, (Umfang: über 2000 Seiten – Stand Dez. 2015) findet sich die in Kapitel unterteilte Haupthandlung, wobei es keinen festen Status quo gibt. Die Personen und ihre Beziehungen zueinander ändern sich im Lauf der Geschichte. Es gibt aber auch kurze, meist unabhängige Geschichten im Comicstrip-Format in der Sektion EGS:NP (Umfang ca. 400 Seiten – Stand Dez. 2015) und oft farbige Zeichnungen in der Sektion Sketchbook (Umfang ca. 900 Seiten – Stand Dez. 2015), wenn ein Termin verpasst wurde. Neuerdings gibt es auch einen von der Seite losgelösten, unabhängigen Teil „EGS PinUps“, der nur auf Tumblr veröffentlicht wird und Bilder enthält, die vorrangig für erwachsenes Publikum vorgesehen sind. Aktuell werden alle 4 Sektionen regelmäßig upgedatet – wie oft, hängt teilweise vom monatlich erreichten Patreon-Meilenstein ab. EGS und NP werden in der Regel 3 mal pro Woche geupdated, während die Sektionen Sketschbook oder PinUps nur monatlich erweitert werden.
2005 wurden bei Keenspot Entertainment die beiden Sammelbände Read Or The Owl Will Eat You und The Piece That Does Not Fit veröffentlicht.

## Handlung
Die Handlung beginnt mit der Vorstellung von Tedd, Elliot und dessen Freundin Sarah. Die drei gehen auf die lokale Schule Moperville North. Dort erschafft Tedd einen lebenden Schleim, den sie später zusammen mit Nanase bekämpfen. Tedd stellt seine jahrelange Arbeit an einer Transformationspistole vor und trifft damit versehentlich Elliot. Elliot ist wütend und will unbedingt seine männliche Gestalt wieder haben. Er geht trotz seiner neuen Gestalt weiter in die Schule, bis sie eine Lösung für das Problem gefunden haben. Im Laufe der „Lösung“ wird Ellen, ein magischer, weiblicher Klon Elliots erzeugt und beide „erwachen“. Das bedeutet, dass das magische Potential beider ausreicht, damit sie zaubern können. Elliots Zauber beinhalten alle möglichen Arten magischer Verwandlungen, die aber immer weiblich sind, während Ellen Verwandlungsstrahlen aus ihren Händen erzeugen kann. Elliot muss sich mehrere Stunden jeden Tag in ein Mädchen verwandeln, um magische Energie zu verbrauchen, durch Ellen kommt er jetzt aber viel besser damit zurecht. Die beiden sowie Nanase und Susan erhalten im Laufe der Handlung verschiedene, teilweise sehr mächtige Zauber. Ziemlich früh in der Handlung sucht die Formwandlerin Grace Tedd auf. Sie erwartet sich von ihm Hilfe bezüglich ihrer Formwandlerbrüder und Damiens, eines verrückten Halbgottes, der die Menschheit unterwerfen will. Mit Hilfe der Freunde besiegt sie schließlich Damien und wird wieder mit ihren Brüdern vereint. Sie wird Tedds feste Freundin.

## Stil
Die eigentliche Handlung wird regelmäßig unterbrochen, z. B. tauchen „Doktor Deutsch“ (im Original Dr. German) und seine Assistentin Amanda auf um Leserfragen zu beantworten. Später werden solche Exkurse in der Regel in EGS-NP ausgelagert.
Der Comic geht auch im Detail auf die Beziehungen zwischen den einzelnen Charakteren ein und greift immer wieder das Thema der Verwandlung auf. In diesem Zusammenhang werden im Comic, sowie in den zugehörigen Kommentaren verschiedene Fragen bezüglich menschlicher Sexualität aufgeworfen, die dann auch durch den Autor über Twitter und Tumblr diskutiert werden. Es werden Themen zu Homosexualität, Transgender, genderfluid, Transsexuell, Furry und vielen anderen behandelt.
Für Sektionen mit Erklärungen wird ein Super-deformed-Stil verwendet.

## Patreon
Die Seite finanziert sich durch Patreon. Jede Comicseite hat ihren eigenen Kommentar, in dem Dan Hintergrundinformationen zur Erstellung der Seite oder des Scripts gibt. Außerdem werden hier Referenzen auf ältere, signifikante Seiten verlinkt. Im Laufe der Patreon-Kampagne wurden auch ältere Seiten mit Kommentaren versehen, die entweder interessante Hinweise oder einfach Blödsinn enthalten.

## Rezeption
El Goonish Shive wird mit einer bildlichen Darstellung in T. Campbells The History of Webcomics zitiert. Der Comic wird in der Ausgabe vom September 2006 vom Edutopia magazine erwähnt, wo die Benutzung von Chimären als Eröffnung für Kreuzungen von Arten genutzt wird.

## Belege
1. ↑  T. Campbell: The History of Webcomics. ISBN 0-9768043-9-5.
2. ↑  Christopher Thomas Scott: Tions and Ligers and Geeps -- Oh, My! In: Edutopia. September 2006, abgerufen am 25. Februar 2007 (englisch).